# Hipertekoza
Hipertekoza – przerost komórek osłonki (tekalnych) jajnika. Jajniki produkują nadmierną ilość estrogenów i androgenów. 
W obrazie klinicznym występują:
- cechy hiperandrogenizacji (kobiety w okresie prokreacyjnym),
- nieprawidłowe krwawienia związane z nadmierną stymulacją estrogenną endometrium (po menopauzie).